# Myriocladus maguirei
Myriocladus maguirei är en gräsart som beskrevs av Jason Richard Swallen. Myriocladus maguirei ingår i släktet Myriocladus och familjen gräs. Inga underarter finns listade i Catalogue of Life.